# Ranunculus repens
A Ranunculus repens , comummente conhecida por botão-de-oiro (também grafado botão-de-ouro), é uma espécie de planta com flor pertencente à família Ranunculaceae.
A autoridade científica da espécie é L., tendo sido publicada em Species Plantarum 1: 554. 1753.
Dá ainda pelos seguintes nomes comuns:  erva-belida, erva-da-quaresma, flores-de-quaresma, pataló, ranúnculo-pataló, ranúnculo-rasteiro, ranúnculo-rastejante.

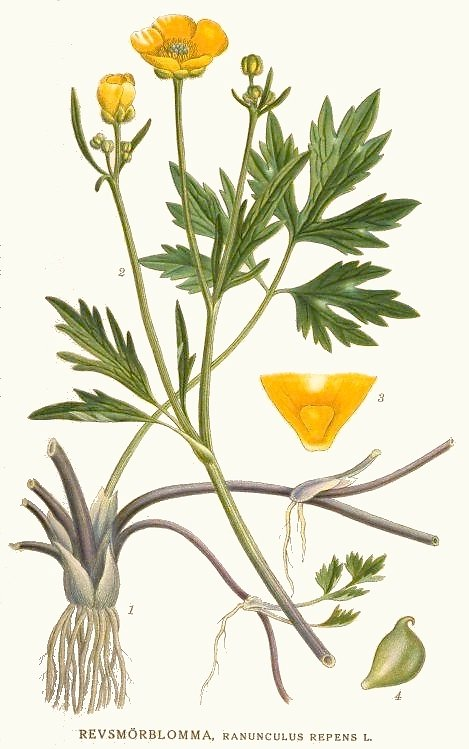
Ilustração

Do que respeita ao seu tipo fisionómico, trata-se de um hemicriptófito, pelo que passa o Inverno na forma de roseta. A sua época de floração é de Março a Agosto.
É uma planta perene, também dita vivaz (ou seja, que dura mais de dois anos, havendo renovação da parte aérea da planta, que é herbácea). É  multicaule, com uma altura que pode rondar os 13 e os 45 cm.
Pode ser glabrescente (ou seja, reveste-se de pêlos fracos) ou densamente hirsuta (revestida por pêlos mais compridos, flácidos e flexíveis). Possui estolhos compridos e rastejantes, que se estendem ao longo da superfície do solo, cujas dimensões variam entre os 15  e os 60 centímetros de comprimento.
As folhas basilares são ovado-triangulares, podendo ser trissectas ou pentassectas, com segmentos fendidos e dentados, se bem que o segmento central é pecíolado e mais longo do que os outros, e amiúde exibindo uma mancha central.
Por seu turno, as folhas caulinares, são semelhantes às basilares, mas têm um pecíolo mais reduzido e têm um feitio menos recortado. As folhas superiores podem ser trissectas ou simples, com segmentos que podem ser oblongo-lanceolados ou lineares.
As flores chegam aos 15 a 30 milímetros,  são amarelo-douradas, dispõem-se  em sentido opostas ao das folhas e solitárias com pedúnculos sulcados. Dispõem de tépalas também amarelas, que segregam néctar e caem antes do desabrochar da flor. As sépalas inserem-se segundo um ângulo próximo de 90º e estão cobertas de pêlos. O receptáculo é globoso e hirsuto. Os frutos são aquénios comprimidos, que configuram uma espiga obvóide e globosa.

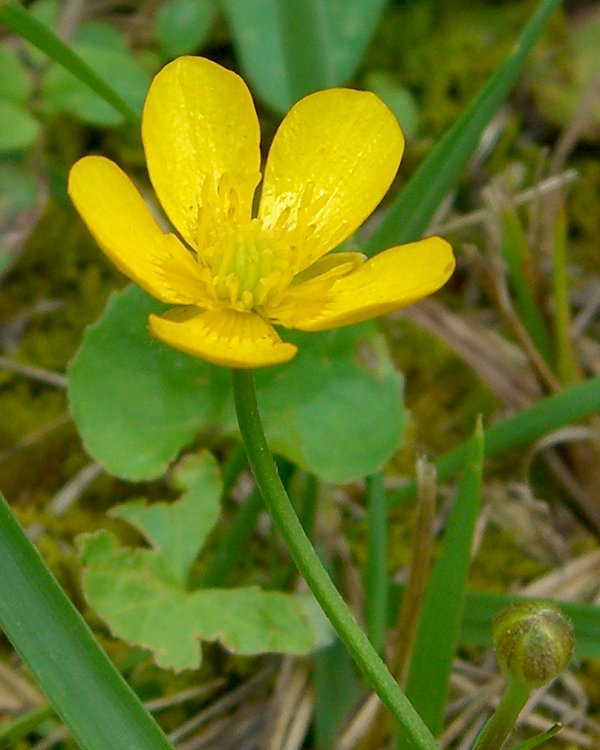
Flor

Grande parte da Europa até ao Cáucaso, Ásia, Norte de África e Macaronésia.
Encontra-se, também, naturalizada no  Sul de África, na Austrália, na Nova Zelândia e em grande parte da América, tendo sido vastamente difundida como uma planta ornamental.

## Portugal
Trata-se de uma espécie presente no território português, nomeadamente em Portugal Continental, no Arquipélago dos Açores e no Arquipélago da Madeira.
Mais concretamente, encontram-se povoações desta espécie presentes nas zonas do Noroeste ocidental, Noroeste montanhoso, Nordeste ultrabásico,  Nordeste leonês,  Terra quente,  Terra fria,  Centro-norte,  Centro-oeste calcário,  Centro-oeste arenoso, Centro-oeste olissiponense,  Centro-oeste cintrano,  Centro-leste motanhoso,  Centro-leste de campina,  Centro-sul miocénico,  Centro-sul arrabidense,  Centro-sul plistocénico,  Sudoeste setentrional,  Sudoeste meridional e  Sudoeste montanhoso. Ficam excluídas, portanto, todas as zonas algarvias e grande parte do interior alentejano.
Em termos de naturalidade, é nativa de Portugal Continental e Arquipélago da Madeira e introduzida no arquipélago dos Açores.

## Ecologia

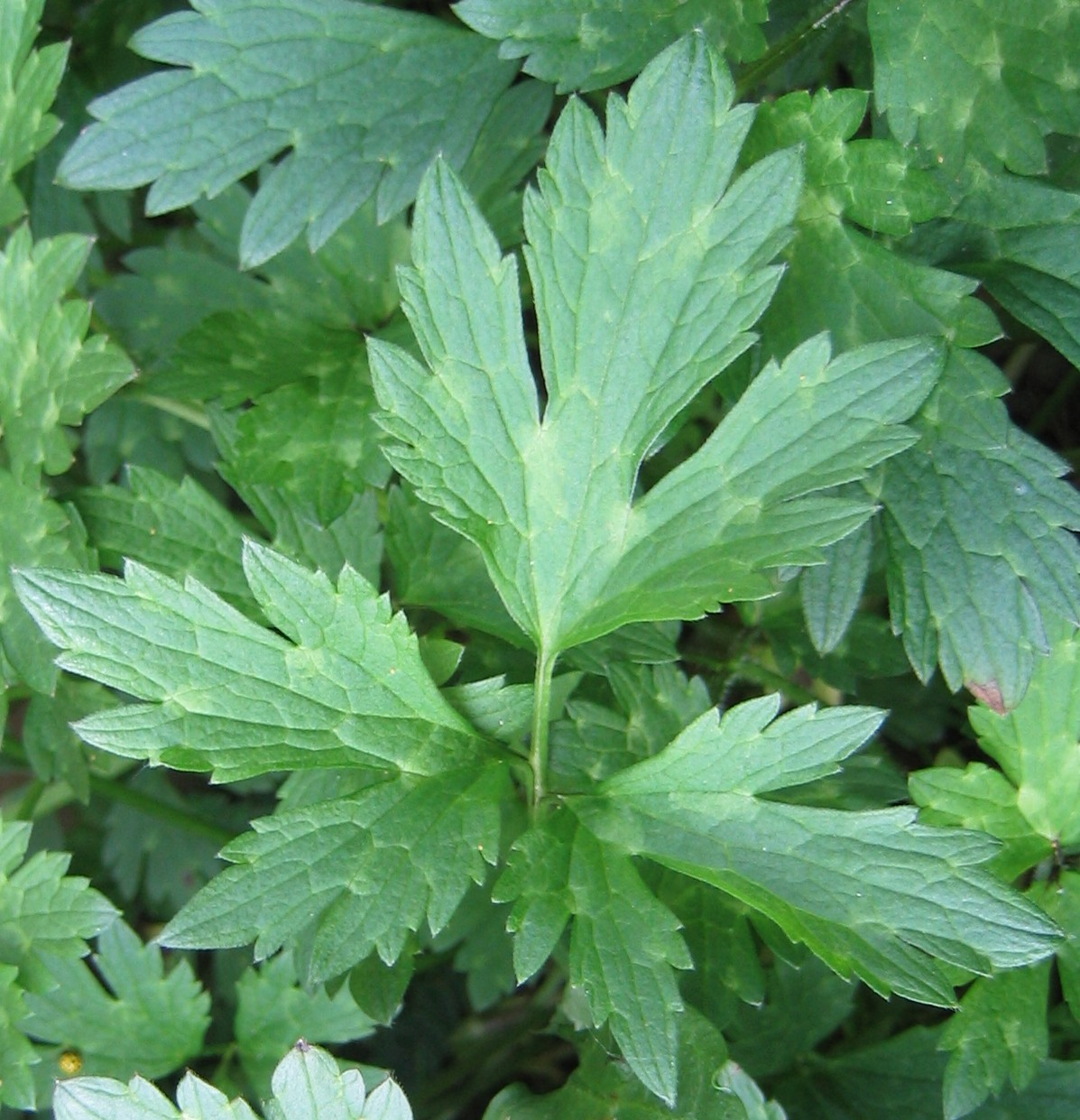
Folha

No que toca à sua ecologia, trata-se de uma planta higrófila e ripícola, que prefere os terrenos húmidos que orlam regatos, charcos, lodeiros e depressões húmidas quejandas.

## Protecção
Não se encontra protegida por legislação portuguesa ou da Comunidade Europeia.
Ranunculus repens foi descrita por Carlos Linneo e publicada na revista Species Plantarum 1: 554. 1753.

## Citologia
Números cromossomáticos do Ranunculus repens  (Fam. Ranunculaceae) e táxones infraespecificos: 2n=32

## Etimologia

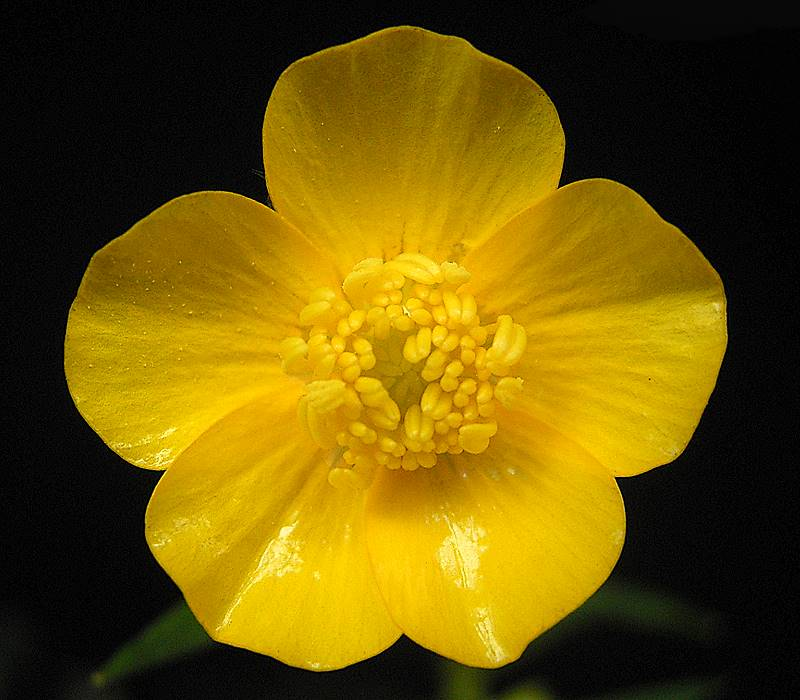
Botão-de-ouro

Do que toca ao nome científico desta espécie:
- O nome genérico, Ranunculus, vem do latim e significa “rã” (foi graças a Plínio, autor e naturalista latino, que nos chegou esta etimologia)[16], mercê da ecologia habitual das espécies deste género de planta, que preferem as zonas húmidas, umbrosas e uliginosas, que por sinal coincidem com o habitat do anfíbio homónimo.[17]

- O epíteto específico, repens[18], provém do latim e significa «rasteiro; rastejante» respeita à forma de extensão dos caules da planta, que se dispersam rente à superfície do solo.[17][19]

## Variedades
- Ranunculus repens var. elatior   Coss. & Germ.
- Ranunculus repens proles prostratus (Poir.) Bonnier
- Ranunculus repens var. villosus Lamotte [1877]
- Ranunculus repens var. lucidus (Poir.) N.H.F.Desp. [1838]
- Ranunculus repens var. glabratus DC. [1824]
- Ranunculus repens var. erectus DC. [1824]
- Ranunculus repens var. albomaculatus N.H.F.Desp. [1838]
- Ranunculus repens subsp. reptabundus (Rouy & Foucaud) P.Fourn. [1928]
- Ranunculus repens proles reptabundus Rouy & Foucaud [1893]

## Sinonimia
- Ranunculus prostratus Poir. in Lam. [1805]
- Ranunculus reptabundus Jord. [1860]
- Ranunculus flagellifolius Nakai [1928]
- Ranunculus infestus Salisb. [1796]
- Ranunculastrum repens Fourr.
- Ranunculastrum reptabundum Fourr.
- Ranunculus clintonii Beck
- Ranunculus intermedius Eaton
- Ranunculus lagascanus DC.
- Ranunculus oenanthifolius Ten. & Guss.
- Ranunculus pubescens Lag.

var. flore-pleno DC.
- Ranunculus lucidus Poir.

var. hispidus (Michx.) Chapm.
- Ranunculus hispidus Michx.[20]

Esta planta contém anemonina (que é a dimerização da toxina protoanemonina., que é facilmente hidrolizado num ácido dicarboxílico). Esta substância é particularmente tóxica para as pessoas e os animais. Tem um travo acre que faz com que o gado a evite. O mero contacto com a seiva desta planta, por si só, pode causar rubor e dermatite.
Em tempos remotos, a planta chegou a ser usada para confeccionar mezinhas analgésicas e rubefacientes (que avermelha a pele, através da dilatação dos capilares, aumentando a circulação do sangue e aligeirando a pressão sanguínea interna), sendo que se deixou de usar, dada a elevada toxicidade da planta.